# Letras (revista)
La revista Letras fue una publicación mensual dedicada al arte y la literatura cuyo primer número vio la luz pública en mayo de 1928 en Chile y que se editó por última vez en diciembre de 1930.

## Editores, contenido y estilo
En un principio el comité editorial estaba integrado por Luis Enrique Délano, Ángel Cruchaga Santa María, Manuel Eduardo Hübner, Salvador Reyes y Hernán del Solar, todos ellos vinculados al imaginismo, aunque ellos mismos no se consideraran imaginistas. Se financiaba con su propia venta y con publicidad que Salvador Reyes conseguía en librerías y distribuidoras de películas.
Según Délano, quienes más escribían eran Reyes y Hübner; Del Solar y Cruchaga traducían artículos del francés; y él mismo "buscaba cuentos y trozos literarios propios y ajenos". Publicó entrevistas, encuestas, trabajos de autores nacionales jóvenes inéditos y de extranjeros que no eran conocidos en Chile. Pregonó el respeto y la estima por la literatura y el arte de la cultura indoamericana.